# A Map of Home
A Map of Home é um romance de 2008 de Randa Jarrar. O livro conta a vida de uma menina chamada Nidali, a versão feminina de Nidal, que significa "luta". A Map of Home é um conto de amadurecimento que conta a história da vida de Nidali no Kuwait, Egito e Estados Unidos.
Ambientado durante a invasão do Kuwait em 1990, com o conflito palestino-israelense como pano de fundo, o romance retrata as lutas de Nidali e sua família, explorando a questão do que significa "lar" e a identidade da personagem.

## Informações básicas
A Map of Home se passa no conflito palestino-israelense, especificamente durante a Guerra do Golfo. A história se passa primeiro no Kuwait, depois no Egito e termina no Texas. Há turbulência política, cultural e social em todo o Kuwait, quando Saddam Hussein finalmente invade o Kuwait em 1990. Isto obriga a família a fugir para o Egipto. A autora, Randa Jarrar, cresceu no Kuwait e no Egito, mudando-se para a América logo após a Guerra do Golfo; Esta história é vagamente autobiográfica. A Map of Home discute a Guerra do Golfo, a guerra e os bombardeios, a invasão do Kuwait e mais turbulência política e social.

## Trama
A história de Nidali é narrada em primeira pessoa. Vindo de uma origem mista e se mudando com muita frequência, Nidali está sempre ciente de sua diferença. A história se passa em um cenário de divisão étnica, política, guerra, cultura e o tema iminente do "lar". Embora Nidali esteja lutando contra a guerra e o conflito, ela também está sujeita à batalha com seu pai palestino, que tem expectativas específicas e regras rígidas para sua filha ao longo do romance.
Nidali nasceu em Boston, filho de pai palestino (Baba) e mãe egípcia (Mama), e adquiriu um passaporte americano. Desde o início, sua luta pela vida é prenunciada quando ela recebe o nome de Nidali, a versão feminina de "Nidal", que significa "conflito" ou "luta". Nidali começa a crescer no Kuwait. No entanto, a sua família é forçada a fugir para o Egipto em 1990, quando Saddam Hussein conduz a invasão do Iraque. Em seu 13º aniversário, bombas começam a explodir, e o aniversário de Nidali passa despercebido. A família viaja então de carro para o Egito e se instala em sua casa de verão por segurança.
No Egito, Nidali é enviada para viver com seu avô doente, o que lhe dá mais liberdade, já que está longe de seu pai. É aqui que seu relacionamento com o namorado Fakhr floresce. O casal é frequentemente retratado andando de bicicleta e encontrando lugares secretos para sua primeira experiência sexual juntos. Ao longo do livro, Nidali aborda o afeto público e as experiências sexuais sob a estrita lei árabe, além de explorar a masturbação.  Depois de passar um tempo no Egito, o pai de Nidali, Baba, declara que encontrará um emprego nos Estados Unidos. Após uma busca, ele é escolhido para um emprego no Texas como arquiteto. Baba voa primeiro para o Texas e monta uma casa móvel. Logo depois, Nidali, Mama e seu irmão, Gamal, chegam à América.
Nidali é forçada a fazer uma transição rápida da cultura oriental para a ocidental. Na América, Nidali leva a vida como americana, aprendendo costumes, práticas, feriados e muito mais. Aqui, Nidali frequenta uma escola pública e se interessa por um garoto chamado Omar Medina. Ela continua lutando com seu Baba também. Nidali admite suas aspirações de se tornar escritora e se inscreve em uma faculdade em Boston. Depois de muita luta e até mesmo de fugir de casa, Nidali recebe permissão de sua mãe e de seu pai para cursar uma faculdade em Boston.

## Personagens
- Nidali: protagonista feminina, personagem principal e narradora
- Pai: o pai palestino rigoroso de Nidali
- Mãe: mãe egípcia de Nidali
- Gamal: irmão mais novo de Nidali
- Geddo: Avô de Nidali; O pai da mamãe
- Sido e Sitto: avó de Nidali e avô do lado de Baba
- Fakhr el-Din: Um dos interesses amorosos de Nidali no Kuwait e no Egito
- Sonya: Tia de Nidali e irmã de Mama
- Omar Medina: o interesse amoroso de Nidali no Texas
- Domador: Amigo de Nidali
- Linda: Amiga de Nidali
- Cidade: Amigo de Nidali

## Prêmios
- Prêmio Hopwood[2]
- Prêmio do Livro Árabe-Americano[3]

## Autor: Randa Jarrar
Randa Jarrar nasceu na América. Ela cresceu no Kuwait e no Egito e, após a Guerra do Golfo, mudou-se para o Texas com sua família. Jarrar é agora um autor, romancista, ensaísta, tradutor e escritor de contos. Ela também leciona na Fresno State como professora assistente no Programa de Mestrado em Belas Artes em Escrita Criativa. A próxima série do autor será intitulada Him, Me, Muhammad Ali (2016).